# کرم برناوی
کرم برناوی (عربی: كرم برناوي؛ زادهٔ ۶ اکتبر ۱۹۸۷) بازیکن فوتبال اهل عربستان سعودی است.
از باشگاه‌هایی که در آن بازی کرده‌است می‌توان به باشگاه فوتبال الانصار عربستان سعودی، باشگاه فوتبال الاهلی عربستان سعودی، و باشگاه فوتبال نجران عربستان سعودی اشاره کرد.